# فرانك جروشانس
فرانك جروشانس (بالإنجليزية: Frank Grosshans)‏ عالم رياضيات أمريكي يعمل في نظرية الثوابت، حيث اشتهر باكتشاف مجموعات جروشانس الفرعية ومعاملات جروشانس المتدرجة. وهو أستاذ الرياضيات في جامعة ويست تشيستر، بنسلفانيا. تمت دعوة جروشانس كمتحدث في اجتماعات اتحاد الرياضيات الأمريكية.

## روابط خارجية
- فرانك جروشانس . جامعة ويست تشيستر بنسلفانيا. تم الوصول إليه في 30 مارس 2009.